# Vĩnh Khê
Vĩnh Khê là một xã cũ thuộc huyện Vĩnh Linh, tỉnh Quảng Trị, Việt Nam. Năm 1999, xã có diện tích 24,79 km² với 628 người sinh sống, mật độ dân số đạt 25 người/km².
Xã Vĩnh Khê được biết đến là vùng đất màu mỡ với những cánh cao su bạt ngàn và những khu rừng già trải dài hàng chục cây số. Ngoài ra, nơi đây còn là địa điểm trận địa bắn rơi máy bay B52 đầu tiên ở Việt Nam. Chiến tích này đã được Tiểu đoàn 84 thuộc Trung đoàn tên lửa 238 Quân chủng Phòng không – Không quân xác lập vào ngày 17 tháng 9 năm 1967.

## Lịch sử
Ngày 16 tháng 6 năm 2025, Ủy ban Thường vụ Quốc hội ban hành Nghị quyết số 1680/NQ-UBTVQH15 về việc sắp xếp các đơn vị hành chính cấp xã của tỉnh Quảng Trị năm 2025. Theo đó, sắp xếp toàn bộ diện tích tự nhiên, quy mô dân số của các thị trấn Bến Quan, xã Vĩnh Ô, xã Vĩnh Hà, xã Vĩnh Khê thành xã mới có tên gọi là xã Bến Quan.

## Hành chính
Xã Vĩnh Khê được chia thành 3 thôn: Khe Cát, Mới, Xung Phong.